# Stipe Radić
Stipe Radić (Spalato, 10 giugno 2000) è un calciatore croato, difensore del Viborg.

## Caratteristiche tecniche
È un difensore centrale.

## Carriera

### Club
Cresciuto nelle giovanili giovanili dell'Hajduk Spalato debutta con la squadra riserve l'11 novembre 2018 in occasione della partita di campionato pareggiata 2-2 contro il BSK Bijelo Brdo. 
Il 1º dicembre 2019 fa il suo debutto in prima squadra disputando da titolare la partita di campionato persa 0-4 contro il Rijeka. Il 4 marzo 2020 subentra al posto di Leon Kreković nel derby casalingo di campionato perso 0-2 contro la Dinamo Zagabria. Il 31 ottobre dello stesso anno segna la prima rete con la casacca dell'Hajduk Spalato II in occasione dell'incontro di campionato pareggiato 1-1 in casa dell'Osijek II.
Il 1º febbraio 2021 si trasferisce tra le file del Beerschot VA militante in Jupiler Pro League.
Il 7 febbraio dopo un solo allenamento con la nuova squadra fa il debutto in Pro League disputando la partita persa 1-2 contro l'Anversa. Quattro giorni dopo fa il suo debutto in Coppa di Belgio subentrando al posto di Denis Prychynenko nel match valevole per gli a ottavi di finale perso 0-1 contro il Malines.
Il 14 dicembre 2022 si accasa da svincolato tra le file del Fortuna Sittard firmando un contratto valido fino a metà del 2024 con opzione di rinnovo ad un altro anno.

### Nazionale
Ha giocato nelle nazionali giovanili croate Under-15, Under-16, Under-17, Under-18, Under-19 ed Under-20.

## Statistiche

### Cronologia presenze e reti in nazionale
| Cronologia completa delle presenze e delle reti in nazionale ― Croazia under 20 | Cronologia completa delle presenze e delle reti in nazionale ― Croazia under 20 | Cronologia completa delle presenze e delle reti in nazionale ― Croazia under 20 | Cronologia completa delle presenze e delle reti in nazionale ― Croazia under 20 | Cronologia completa delle presenze e delle reti in nazionale ― Croazia under 20 | Cronologia completa delle presenze e delle reti in nazionale ― Croazia under 20 | Cronologia completa delle presenze e delle reti in nazionale ― Croazia under 20 | Cronologia completa delle presenze e delle reti in nazionale ― Croazia under 20 |
| Data                                                                            | Città                                                                           | In casa                                                                         | Risultato                                                                       | Ospiti                                                                          | Competizione                                                                    | Reti                                                                            | Note                                                                            |
| ------------------------------------------------------------------------------- | ------------------------------------------------------------------------------- | ------------------------------------------------------------------------------- | ------------------------------------------------------------------------------- | ------------------------------------------------------------------------------- | ------------------------------------------------------------------------------- | ------------------------------------------------------------------------------- | ------------------------------------------------------------------------------- |
| 6-9-2019                                                                        | Zagabria                                                                        | Croazia under 20                                                                | 1 – 1                                                                           | Francia under 20                                                                | Amichevole                                                                      | -                                                                               |                                                                                 |
| 26-3-2021                                                                       | Zagabria                                                                        | Croazia under 20                                                                | 4 – 1                                                                           | Turchia under 20                                                                | Amichevole                                                                      | -                                                                               | 73’                                                                             |
| 4-6-2021                                                                        | Velika Gorica                                                                   | Croazia under 20                                                                | 1 – 0                                                                           | Qatar under 20                                                                  | Amichevole                                                                      | -                                                                               | 71’                                                                             |
| Totale                                                                          |                                                                                 | Presenze                                                                        | 3                                                                               |                                                                                 | Reti                                                                            | 0                                                                               |                                                                                 |

| Cronologia completa delle presenze e delle reti in nazionale ― Croazia under 19 | Cronologia completa delle presenze e delle reti in nazionale ― Croazia under 19 | Cronologia completa delle presenze e delle reti in nazionale ― Croazia under 19 | Cronologia completa delle presenze e delle reti in nazionale ― Croazia under 19 | Cronologia completa delle presenze e delle reti in nazionale ― Croazia under 19 | Cronologia completa delle presenze e delle reti in nazionale ― Croazia under 19 | Cronologia completa delle presenze e delle reti in nazionale ― Croazia under 19 | Cronologia completa delle presenze e delle reti in nazionale ― Croazia under 19 |
| Data                                                                            | Città                                                                           | In casa                                                                         | Risultato                                                                       | Ospiti                                                                          | Competizione                                                                    | Reti                                                                            | Note                                                                            |
| ------------------------------------------------------------------------------- | ------------------------------------------------------------------------------- | ------------------------------------------------------------------------------- | ------------------------------------------------------------------------------- | ------------------------------------------------------------------------------- | ------------------------------------------------------------------------------- | ------------------------------------------------------------------------------- | ------------------------------------------------------------------------------- |
| 14-8-2018                                                                       | Gorizia                                                                         | Italia under 19                                                                 | 3 – 2                                                                           | Croazia under 19                                                                | Amichevole                                                                      | -                                                                               | 81’                                                                             |
| Totale                                                                          |                                                                                 | Presenze                                                                        | 1                                                                               |                                                                                 | Reti                                                                            | 0                                                                               |                                                                                 |